# Жизнь прекрасна (ревю)
«Жи́знь прекра́сна!» — российское ревю, основанное на известных композициях преимущественно из мюзиклов, оперетт и фильмов. Поставлено театральной компанией «Театр мюзикла». Премьера состоялась 20 сентября 2013 года в «Театре мюзикла», Москва, Россия.

## Актёрский состав
В ревю участвуют как артисты «Театра мюзикла», так и приглашённые звёзды. Среди них: Михаил Швыдкой, Оксана Костецкая, Марат Абдрахимов, Анна Гученкова, Иван Латушко, Ефим Шифрин, Денис Котельников, Алексей Колган, Елена Моисеева, Станислав Беляев, Валерия Ланская, Артём Лысков и многие другие.

## Реакция

### Отзывы критиков
Рецензент «Российской газеты» Сусанна Альперина хорошо отозвалась о постановке: «Красивые костюмы, хорошая постановка... Но поразительно даже не это, а то, что за три года артисты театра прошли хорошую мьюзикальную выучку — поют и танцуют почти как на Бродвее. Что касается зрителей, то уже не раз доказано, что они всегда рады послушать любимые, проверенные временем песни в хорошем исполнении».
Валерий Модестов из «Вечерней Москвы» так же положительно отозвался о ревю, однако отметил, что в этом заслуга известных всем песен: «Но что хорошо на экране – не обязательно хорошо на сцене. Распространённые ныне переделки, именуемые заморским словом „римейк“, как правило, лишь бледная тень оригинала. Однако на этот раз положение спасли музыкальные хиты прошлых лет: не стареющие песни, романсы, арии и сценки из оперетт и мюзиклов, которые хранят дух своего времени. Радостные и грустные, веселые и печальные, они и сегодня единят людей, создавая атмосферу братства, мирят спорщиков, врачуют души заблудших и дают силы уставшим».

### Зрители
Ревю «Жизнь прекрасна!» было хорошо принято публикой. Зрительская оценка на сайте журнала «Афиша» составляет 4,3 звезды из 5 (по данным на 9 марта 2016 года). Из 24 рецензий к нейтральным относятся только 2, остальные 22 — положительные.